# Les Valls de Valira
Les Valls de Valira (in spagnolo Valles del Valira) è un comune spagnolo di 832 abitanti situato nella comunità autonoma della Catalogna.
Al comune appartiene l'entità municipale decentralizzata di Os de Civís, che è raggiungibile solo da Andorra.